# Вознесенська церква (Вінниця)
Церква святого Вознесіння Господнього — втрачена пам'ятка архітектури Вінниці, відродження котрої планується.

## Історія

храм Святого Вознесіння Господнього, початок XX століття.

храм Святого Вознесіння Господнього після закриття

храм Святого Вознесіння Господнього перебудований у кінотеатр

У 1911 році за проєктом міського архітектора Григорія Артинова в м. Вінниця для викладачів та студентів тодішньої учительської семінарії, а також для мешканців мікрорайону «Замостя» була побудована церква на честь Вознесіння Господнього.
Ця будівля знаходилася на розі нинішнього проспекту Коцюбинського та вул. 50-річчя Перемоги (Замостянській).
Примітним є те, що богослужіння в цьому храмі супроводжувалися співом хору із самих студентів учительської семінарії. Керівництво семінарії піклувалось не лише про успішність у навчанні тодішніх студентів, але й про духовний та моральний рівень майбутніх вчителів.
Проте в 1929 році було прийнято рішення про закриття церкви та перебудову її в кінотеатр. У 30-х роках основна частина церкви була переобладнана в кінотеатр. Вівтарна частина була знесена, а на місці її було прибудовано фоє до основної частини храму.
Під час війни в 1944 році будівлю церкви було зруйновано.

У 2001 році з благословення митрополита Вінницького і Могилів-Подільського Макарія (Свистуна) та за ініціативою протоієрея Агафангела (Давидовського) була створена громада з відродження Вознесенського храму.

малий храм Святого Вознесіння Господнього

Громадою віднайдено унікальні ескізи церкви, зроблені Григорієм Артиновим.
З 2006 р. проводяться богослужіння в малій церкві на території, яка призначена для відродження Вознесенського храму.
Відродження церкви планується по вул. Генерала Арабея (за стадіоном Палацу дітей та юнацтва).

малий храм Святого Вознесіння Господнього